# Dhading (distrito)
Dhading é um distrito da zona de Bagmati, no Nepal. Tem a sua sede na cidade de Dhading Besi, cobre uma área de 1 926 km² e no censo de 2001 tinha uma população de 338 658 habitantes.